# Aglaé (chanteuse)
Pour les articles homonymes, voir Aglaé.
Aglaé (née Jocelyne Deslongchamps, à L'Épiphanie (Québec), le 13 mai 1933 et morte à Montréal, le 19 avril 1984), est une chanteuse et comédienne canadienne.

## Biographie
Aglaé débute à l'âge de 16 ans dans des cabarets montréalais, notamment au Cabaret Faisan doré animé par Jacques Normand, sous le nom de Josette France. Découverte par Pierre Roche (1919-2001), le pianiste partenaire du chanteur Charles Aznavour, elle l’épouse en 1950 et va vivre avec lui à Paris de 1952 à 1964, où elle atteint le sommet de sa popularité. Avec Michel Legrand, elle enregistre une chanson de Lionel Daunais, Aglaé, qui atteint un tel succès que Félix Leclerc lui conseille de prendre ce nom de scène.
Elle chante à Bobino et à l'Olympia de Paris et un peu partout à travers la France. Par la suite, elle se produit en Suisse, en Belgique, au Luxembourg, aux Pays-Bas, en Algérie, au Maroc et en Tunisie. Elle aborde l'opérette durant la saison 1955-56 au théâtre du Châtelet dans Méditerranée de Francis Lopez aux côtés de Tino Rossi et, en 1960, au théâtre de l'ABC dans Coquin de printemps de Guy Magenta. Elle se fait entendre dans les films Les Nuits de Montmartre et À la manière de Sherlock Holmes.
Elle revient s'installer au Québec en 1963. L'été suivant, elle anime avec Roger Baulu l'émission Rouli-roulant (Radio-Canada). Elle connaît plusieurs succès sur disques dont en 1964 Marie-toi, À présent tu peux t'en aller, Dans mes bras oublie ta peine et en 1965 On se quitte, La bague au doigt. Elle met un terme à sa carrière de chanteuse en 1966.
On la voit aussi dans le film Y a toujours moyen de moyenner ! en 1973.
Elle meurt à Montréal le 19 avril 1984 .

## Théâtre
- 1962 : Les hommes préfèrent les blondes de Anita Loos, mise en scène Christian-Gérard, Théâtre des Arts

## Sources
- Notices d'autorité :   - VIAF
  - ISNI
  - BnF (données)
  - Belgique
- Ressource relative au spectacle :   - Les Archives du spectacle
- Ressource relative à la musique :   - Discogs
- Ressource relative à l'audiovisuel :   - IMDb
- Aglaé sur L'Encyclopédie canadienne
- « Aglaé, Discographie (albums) », leparolier.org (consulté le 4 octobre 2010)
- « Pierre Roche », Québec info musique (qim.com) (consulté le 11 août 2014)